# Admiralbrücke
Die Admiralbrücke (häufig fälschlicherweise auch als Admiralsbrücke bezeichnet) ist eine Straßenbrücke im Berliner Ortsteil Kreuzberg, die den Landwehrkanal am Kanalkilometer 7,70 zwischen Fraenkelufer und Planufer überspannt. Das Bauwerk wurde 1880–1882 errichtet, in den 1930er Jahren baulich verstärkt, 1984 saniert und steht unter Denkmalschutz.

## Geschichte
Eine erste hölzerne Klappbrücke diente zur Überquerung des späteren Landwehrkanals an dieser Stelle, sie trug den Namen Badbrücke.
Die heutige Brücke entstand 1880–1882 als schmiedeeiserne Bogenbrücke nach Plänen des Bauingenieurs Georg Pinkenburg, der als kommunaler Baubeamter im Rang eines Stadtbauinspektors das städtische Brückenbau-Büro leitete. Sie ist heute die älteste Eisenbrücke über den Landwehrkanal, ihren Namen erhielt sie nach der über sie verlaufenden Admiralstraße. Die Fachwerkbrücke mit unter der Fahrbahn liegenden Bögen wurde 1933/1934 verstärkt und im Jahr 1984 saniert. Die über den parallelen Trägern verlaufende Brückenplatte wurde mit Kleinpflastersteinen belegt. Unmittelbar parallel zur Admiralbrücke verläuft eine bogenförmige Versorgungsleitung über den Kanal, die über eine hölzerne Treppe inspiziert und gewartet werden kann.

## Brückenschmuck

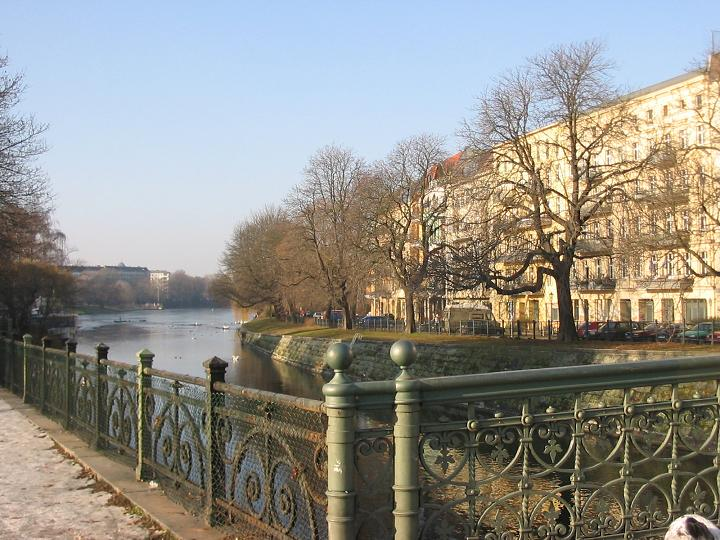
Geländerverbindung Brücke – Ufer

Das original erhaltene schmiedeeiserne Brückengeländer wurde mit zwei Reihen Blätterornamenten verziert. Der Name der Brücke wurde beidseitig am Scheitel des Bauwerks als Eisenguss-Relief in ein schmaleres Geländerfeld eingearbeitet. Die Metallteile stammen aus der renommierten Kunstschmiedewerkstatt von Eduard Puls.
Die Uferpromenade schließt sich mit einem schmiedeeisernen Gitter und Rankenornamenten in gleicher Bauhöhe an. Auf anderen Seiten der Brücke ist das Metallgeländer mit einem steinernen geschwungenen Abschluss zur Straße hin begrenzt. Ebenfalls auf dem Brückenscheitel befinden sich je ein zweiarmiger Kandelaber in historischer Form und an den beiden Brückenenden spenden einfache Eisenlaternen Licht. Einige der kleinen Kugeln am Handlauf des Geländers haben mit wenigen Strichen ein Smiley-Gesicht bekommen.

## Besondere Nutzungen
Die Tragfähigkeit und Stabilität der Brücke ließen eine volle Nutzung durch den Straßenverkehr zu. In den Jahren von der Fertigstellung bis um 1921 führte über die Admiralbrücke auch eine Straßenbahnlinie, die danach durch die Graefestraße und die Böckhstraße sowie über die benachbarte Kottbusser Brücke umgeleitet wurde. Wegen der dicht an die Brücke und die Ufer heranreichenden Wohnbauten sperrte die Bezirksverwaltung in den 1990er Jahren diese Brücke für den Durchgangsverkehr. Die Admiralbrücke war in den letzten Jahren Ort für Protesttreffen von engagierten Naturschützern, die mit einer Unterschriftensammlung von mehr als 25.000 Unterstützern einen Baumkahlschlag an der Uferzone des Landwehrkanals verhinderten.
Die Admiralbrücke hat sich außerdem zu einem beliebten abendlichen Treffpunkt entwickelt, der sogar in Reiseführern erwähnt wird. Anwohner und Touristen treffen sich an milden trockenen Abenden hier und konsumieren mitgebrachte Getränke, gelegentlich spielen auch Straßenmusiker. Andere Anwohner beschwerten sich beim zuständigen Bezirksamt über die Lärmbelästigungen und gründeten eine Betroffeneninitiative. Gemeinsam wurden Lösungsvorschläge gesucht, die unter anderem eine Wiederöffnung der Brücke für den Autoverkehr vorsahen. Im Sommer 2009 fanden alle Beteiligten in einer Anwohnerversammlung einen Kompromiss, der die Beibehaltung der verkehrsberuhigten Zone vorsieht, den Partygästen jedoch einige Beschränkungen auferlegt. Sollten sich die oft hunderte Besucher der Brücke nicht an die Vorgaben halten, wird von den gestressten Anwohnern teilweise auch die Polizei zu Hilfe gerufen. Seit dem Jahr 2010 gilt für das Feiern auf der Brücke eine Sperrstunde: Ab 22 Uhr bitten Polizeibeamte die Anwesenden, die Brücke zu verlassen, und bleiben danach in der Nähe, um eine Rückkehr der Feiernden zu unterbinden.

## Medien
- Kreuzberger Nächte fangen ganz langsam an. Film von Grit Lederer zum Szenetreff auf der Admiralbrücke im Auftrag des rbb gedreht und am 29. Dezember 2007 erstmals ausgestrahlt.